# Club Atlético Adelante
O Club Atlético Adelante (conhecido apenas por Atlético Adelante) é um clube argentino de futebol que atualmente disputa o Torneo Argentino C.
Fica situado na cidade de Reconquista, na Província de Santa Fé.
Manda seus jogos no Estadio 10 de Enero, em Reconquista, com capacidade para 10.000 espectadores.